# Marvin Anderson
Marvin Anderson (né le 12 mai 1982) est un athlète jamaïcain, spécialiste du sprint. Il mesure 1,75 m pour 69 kg.
Il a été contrôlé positif à la méthylxanthine (produit interdit) par l'IAAF en juin 2009 et disqualifié pour trois mois en septembre 2009.
Le 9 juin 2012, à l'occasion du meeting Adidas Grand Prix de New York, 6e étape de la ligue de diamant 2012, il finit 4e du 200 mètres en 20 s 21 (SB), vent quasi nul, derrière notamment Churandy Martina (19 s 94 (record national)) et Nickel Ashmeade (19 s 94, SB).

## Meilleures performances
- 100 m : 10 s 15 (1,3 m/s) 2r2 Modesto CA 5 mai 2007
- 200 m : 20 s 06 (-0,4 m/s) Osaka 29 août 2007

## Palmarès

### Championnats du monde d'athlétisme
- Championnats du monde d'athlétisme de 2007 à Osaka ( Japon)
  - 6e sur 200 m
  -  Médaille d'argent en relais 4 × 100 m

### Jeux panaméricains
- Jeux Panaméricains de 2007 à Rio de Janeiro ( Brésil)
  -  Médaille d'argent sur 200 m